# Unterbrucher Mühle
Die Unterbrucher Mühle war eine Wassermühle mit zwei unterschlächtigen Wasserrädern an der Wurm, in der Stadt Heinsberg im nordrhein-westfälischen Kreis Heinsberg im Regierungsbezirk Köln.

## Geographie
Die Vollmühle Unterbruch hatte ihren Standort an der rechten und linken Seite der Wurm, an der Wurmstraße 19 im Heinsberger Stadtteil Unterbruch. Das Grundstück, auf dem das Mühlengebäude steht, hat eine Höhe von ca. 38 m über NN. Oberhalb stand die Öl- und Papiermühle Oberbruch, unterhalb arbeitete die Lohmühle.

## Gewässer
Die Wurm versorgte auf einer Flusslänge von 53 km zahlreiche Mühlen mit Wasser. Die Quelle der Wurm liegt südlich von Aachen bei 265 m über NN, die Mündung in die Rur ist bei der Ortschaft Kempen in der Stadt Heinsberg bei 32 m über NN. >

## Geschichte
Mit der Franzosenzeit um 1800 zog in den heimatlichen Gefilden auch eine gewisse Gewerbefreiheit ein. Dieses hatte für das Mühlenwesen die Folge, dass mehrere Mühlen um diese Zeit neu errichtet wurden. So entstanden vier aufeinanderfolgende Wurm-Mühlen auf einer Strecke von weniger als 10 km. Das waren die Porselener Mühle, Öl- und Papiermühle Oberbruch, Unterbrucher Mühle und die Lohmühle.
Die Mühle wurde um 1800 von Heinrich Lowis als Besitzer der Porselener Mühle errichtet. Auf der linken Wurmseite baute er eine Öl- und Mahlmühle mit zwei unterschlächtigen Wasserrädern. 1816 erweiterte Lowis den Betrieb, in dem er auf der gegenüberliegenden Seite eine kleine Papiermühle erbaute. Die Baugleichheit mit der Porselener Mühle war gut erkennbar. 1821 wurde die Mühle verkauft. Die Papiermühle arbeitete nur bis 1858. Die Kornmühle arbeitete noch bis 1995. Nach der Wurmbegradigung wurde die Mühle mit einem Elektromotor betrieben.

## Denkmaleintrag
Unterbrucher Mühle: Backsteingebäude von 1833 (Ankersplinte), Fachwerkgebäude erste Hälfte des 18. Jahrhunderts, jedoch 1916 umgeändert, zweigeschossiges Backsteingebäude, Fachwerk – Front z. T. geändert. Eintrag in die Denkmalliste am 30. Januar 1984
- Denkmalliste Heinsberg Nr. 91

## Galerie

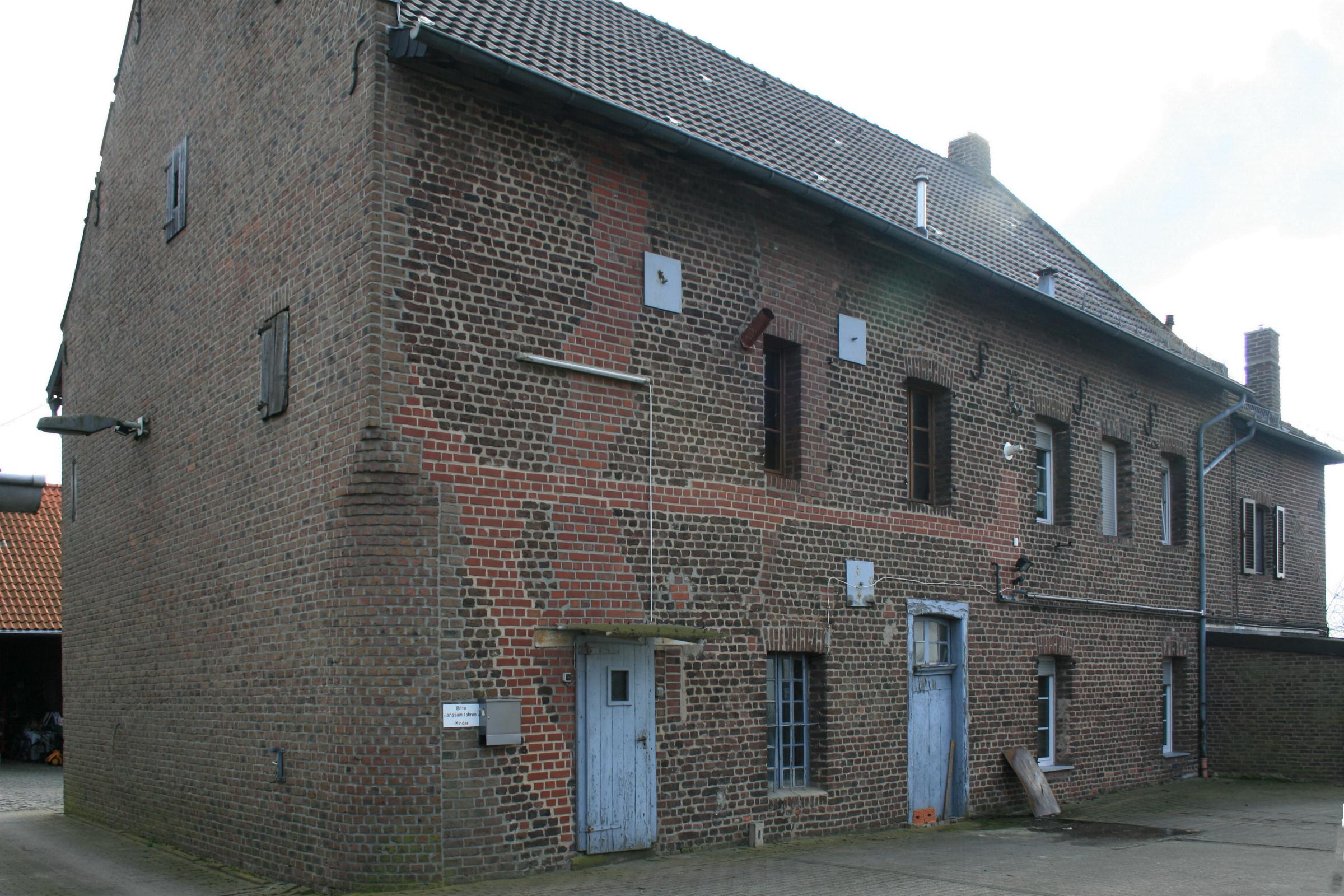
Das Mühlengebäude der Unterbrucher Mühle
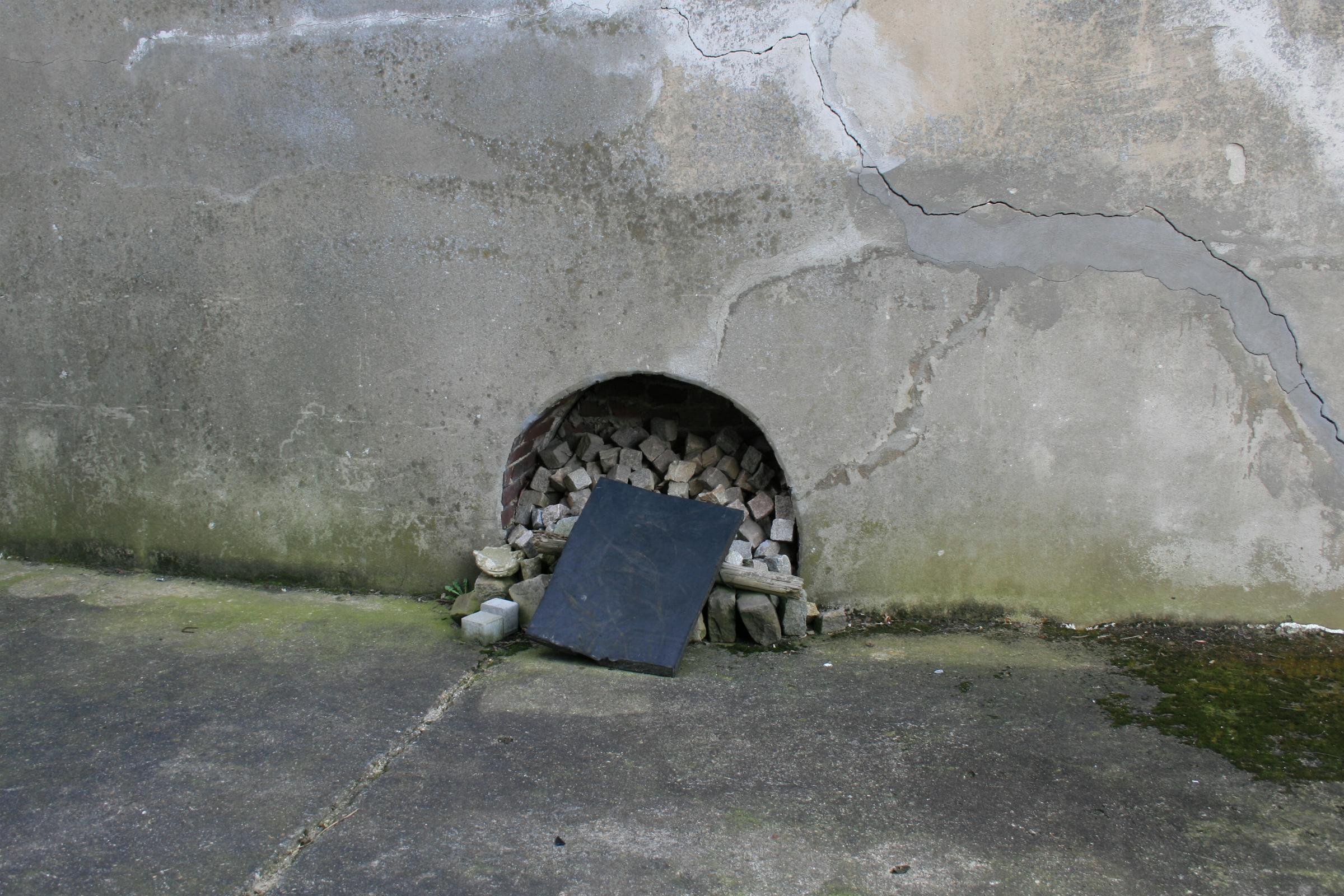
Mauergewölbe für die Radachse des Mühlrades
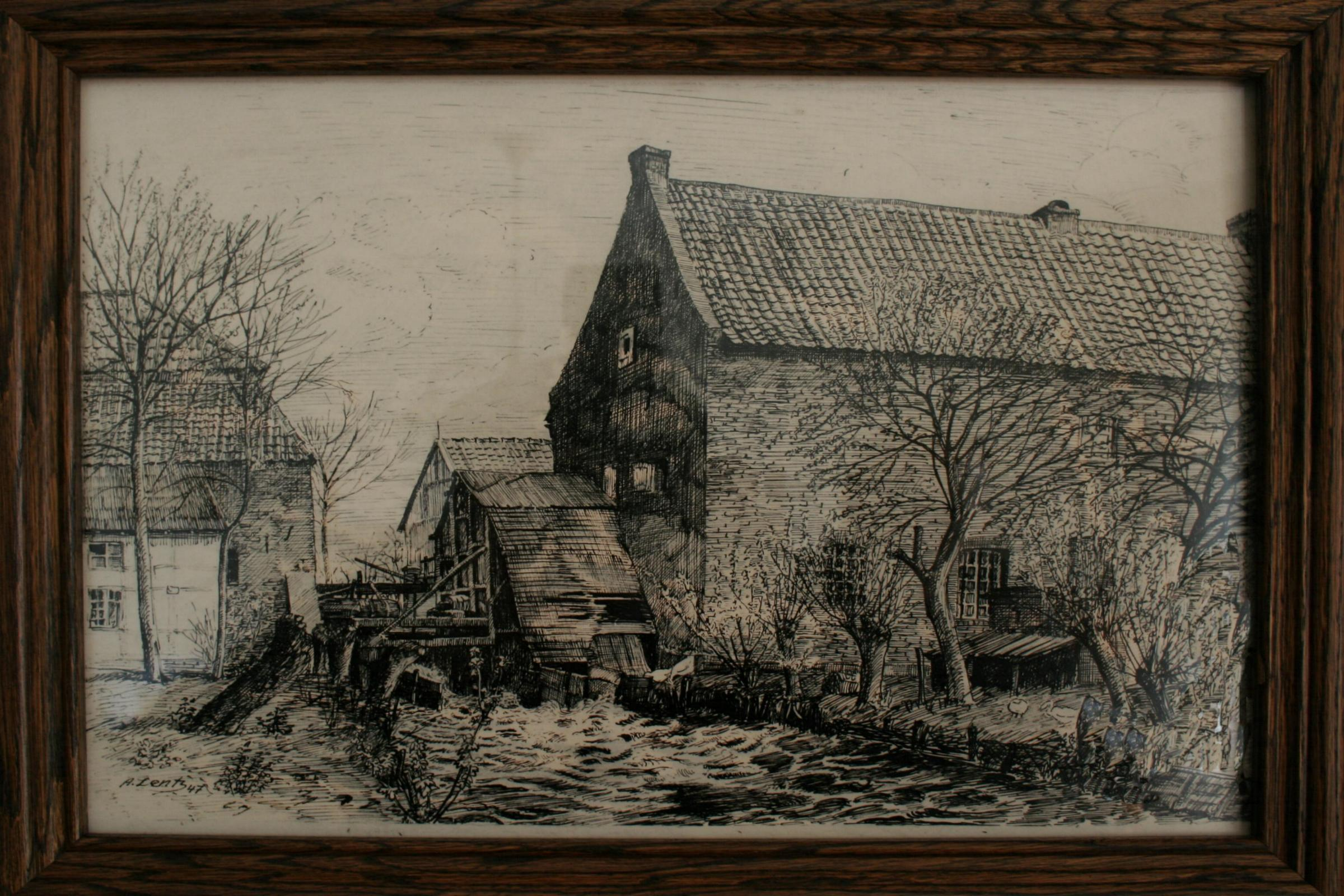
Zeichnung der Unterbrucher Mühle mit Wasserrad
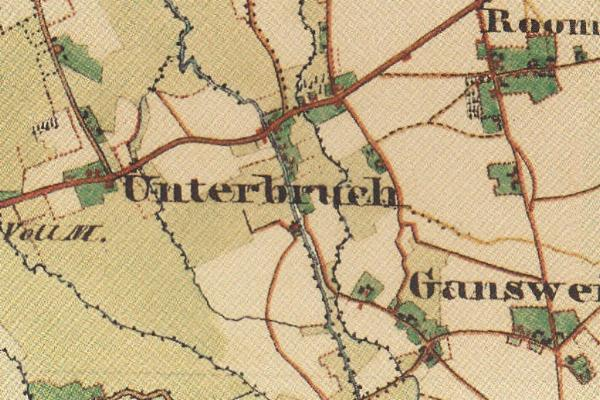
Die Unterbrucher Mühle auf der Uraufnahme von 1846
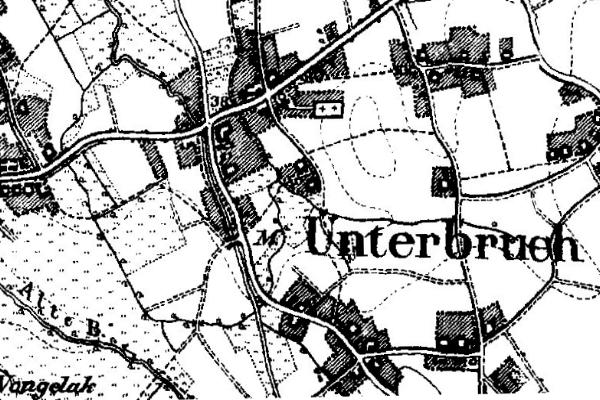
Die Unterbrucher Mühle auf der Neuaufnahme von 1892
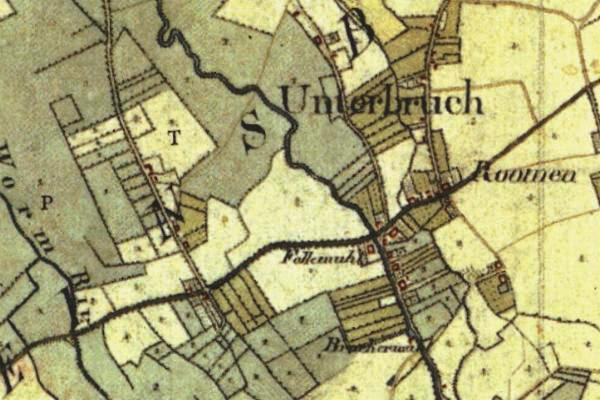
Unterbruch auf der Tranchotkarte 1805/1807

→ Siehe auch Liste der Mühlen an der Wurm